# Kabinett Hoxha II

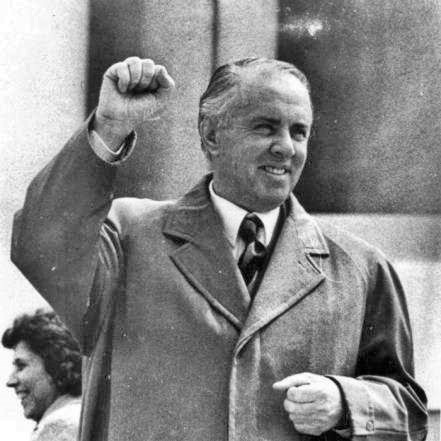
Enver Hoxha war von 1944 bis 1954 Vorsitzender des Ministerrates der Sozialistischen Volksrepublik Albanien

Das Kabinett Hoxha II war eine Übergangsregierung der Sozialistischen Volksrepublik Albanien, die am 11. Januar 1946 von Ministerpräsident Enver Hoxha von der Partei der Arbeit Albaniens PPSh (Partia e Punës e Shqipërisë) gebildet wurde. Es löste das Kabinett Hoxha I ab und blieb bis zum 22. März 1946 im Amt, woraufhin es vom Kabinett Hoxha III abgelöst wurde.
Am 2. Dezember 1945 hatten die Albaner eine verfassungsgebende Volksversammlung gewählt. Am 11. Januar 1946 erklärte diese Albanien zur Volksrepublik. Darauf trat die Regierung am gleichen Tag zurück, blieb aber als Kabinett Hoxha II im Amt, bis eine neue Regierung gebildet wurde. Da sich das Kabinett Hoxha II nicht vom Kabinett Hoxha I unterschied, wird es in der Literatur nicht immer als eigenes Kabinett angesehen. Somit wird von diesen Autoren das Kabinett Hoxha III dann auch als Kabinett Hoxha II bezeichnet.
Im Februar 1946 verdeutlichten sich Spannungen in der Regierung. Sejfulla Malëshova, Vorsitzender des Schriftstellerverbands und Propagandaminister, wurde aus dem Zentralkomitee der Partei ausgeschlossen – er war vielen Kommunisten zu offen für andere politische Kräfte und den westlichen Großmächten. Malëshova sollte trotzdem in die nächste Regierung aufgenommen werden, später im Jahr aber ausgeschlossen und 1947 zu einer langen Haftstrafe verurteilt. Hoxha und Koçi Xoxe waren so einen Widersacher losgeworden.
Am 14. März 1946 verabschiedete die Volksversammlung eine neue Verfassung für die Sozialistische Volksrepublik Albanien. In der Folge wurde am 23. März eine neue Regierung gebildet. Am 24. März präsentierte Enver Hoxha der Volksversammlung das Programm der „ersten Regierung der Volksrepublik Albanien“.
| Amt                                                                  | Amtsinhaber        | Beginn der Amtszeit | Ende der Amtszeit |
| -------------------------------------------------------------------- | ------------------ | ------------------- | ----------------- |
| Vorsitzender des Ministerrates                                       | Enver Hoxha        | 11. Januar 1946     | 22. März 1946     |
| Außenminister                                                        | Omer Nishani       | 11. Januar 1946     | 22. März 1946     |
| Innenminister                                                        | Haxhi Lleshi       | 11. Januar 1946     | 22. März 1946     |
| Verteidigungsminister                                                | Enver Hoxha        | 11. Januar 1946     | 22. März 1946     |
| Finanzminister                                                       | Ramadan Çitaku     | 11. Januar 1946     | 22. März 1946     |
| Justizminister                                                       | Manol Konomi       | 11. Januar 1946     | 22. März 1946     |
| Stellvertretender Vorsitzender des Ministerrats                      | Myslim Peza        | 11. Januar 1946     | 22. März 1946     |
| Stellvertretender Vorsitzender des Ministerrats                      | Koçi Xoxe          | 15. März 1945       | 10. Januar 1946   |
| Wirtschaftsminister                                                  | Medar Shtylla      | 11. Januar 1946     | 22. März 1946     |
| Bildungsminister                                                     | Kostaq Cipo        | 11. Januar 1946     | 22. März 1946     |
| Gesundheitsminister                                                  | Ymer Dishnica      | 11. Januar 1946     | 22. März 1946     |
| Minister für öffentliche Arbeiten                                    | Spiro Koleka       | 11. Januar 1946     | 22. März 1946     |
| Minister für Wiederaufbau                                            | Bedri Spahiu       | 11. Januar 1946     | 22. März 1946     |
| Minister für Presse und Propaganda                                   | Sejfulla Malëshova | 11. Januar 1946     | 22. März 1946     |
| Minister für Soziale Unterstützung                                   | Xhafer Spahiu      | 11. Januar 1946     | 22. März 1946     |
| Landwirtschaftsminister                                              | Gaqo Tashko        | 11. Januar 1946     | 22. März 1946     |
| Industrieminister und Präsident des wirtschaftlichen Fünfjahresplans | Nako Spiru         | 11. Januar 1946     | 22. März 1946     |
| Handelsminister                                                      | Gogo Nushi         | 11. Januar 1946     | 22. März 1946     |
| Volkszählungsregistrierungsminister                                  | Pandi Kristo       | 11. Januar 1946     | 22. März 1946     |

## Anmerkung
1. 1 2 3  Die genauen Anfangs- und Enddaten dieses Kabinetts (10. oder 11. Januar resp. 18., 23., 24. oder 25. März) und ob es im Januar 1946 überhaupt eine neue Regierung gab, sind umstritten, wie im Text dargelegt wird. Auch die Angaben zu den Mitgliedern der Regierung unterscheiden sich je nach Quelle. Es sollen auch Omer Nishani als Vorsitzender des Präsidiums des Parlaments und sein Stellvertreter Teil des im März 1945 verkündeten Kabinetts gewesen sein (Pearson (2, S. 431 f))
2. 1 2 3 4 5 6 7 8 9  Weitere Ministerämter gemäß Zanga (S. 749).
3. ↑  Gemäß Pearson (2, S. 432) war Peza Kabinettsmitglied als Vizepräsident des Präsidiums der Volksversammlung.
4. 1 2 3 4 5 6 7 8 9 10 11  Weitere Ministerämter gemäß Owen Pearson: Albania in Occupation and War: From Fascism to Communism 1940 – 1945. Hrsg.: The Centre for Albanian Studies (= Albania in the Twentieth Century: A History. Volume Two). I.B. Tauris, London 2005, ISBN 1-84511-014-5, 1945, March 15th, S. 431 f.
5. ↑  Weitere Ministerämter gemäß Louis Zanga: Biographies of Prominent Public Figures. In: Klaus-Detlev Grothusen (Hrsg.): Albanien (= Südosteuropa-Handbuch. Band VII). Vandenhoeck & Ruprecht, Göttingen 1993, ISBN 3-525-36207-2, S. 777.